# تاريخ البريد وطوابع البريد في بريطانيا العظمى

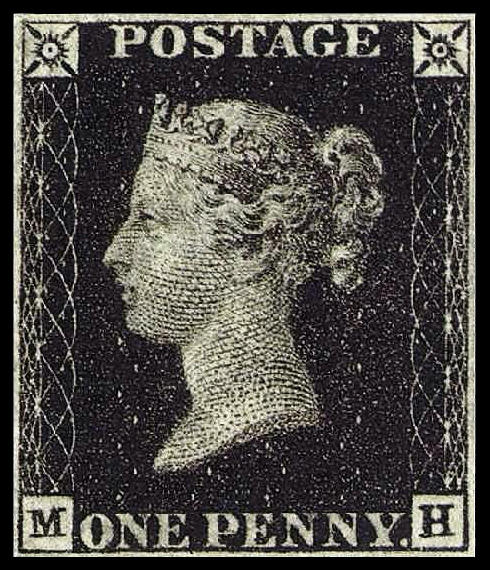
البريطاني بيني بلاك المعترف به عموما كأول طابع بريد في العالم.

يستعرض التاريخ البريدي وطوابع البريد لبريطانيا العظمى التاريخ البريدي للمملكة المتحدة والطوابع البريدية الصادرة عنها في تلك الحقبة وحتى يومنا هذا.

## التاريخ المبكر
يعود تاريخ البريد في المملكة المتحدة إلى القرن الثاني عشر في عهد الملك هنري الأول، الذي قام بتعيين رسل مهمتهم هي حمل وتوصيل رسائل للحكومة. وتشير التقديرات إلى أنه بين 1100 و 1135، تم نقل 4500 رسالة من قبل هؤلاء الرسل. خلال هذا الوقت، كان على الأفراد اتخاذ الترتيبات الخاصة بهم. قدم هنري الثالث الزي الرسمي للرسل، وأنشأ إدوارد الأول دور نشر حيث كان بإمكان الرسل تغيير الخيول. شهد عهد إدوارد الثاني العلامة البريدية الأولى؛ تدوينات مكتوبة بخط اليد تقول "Haste، post haste".

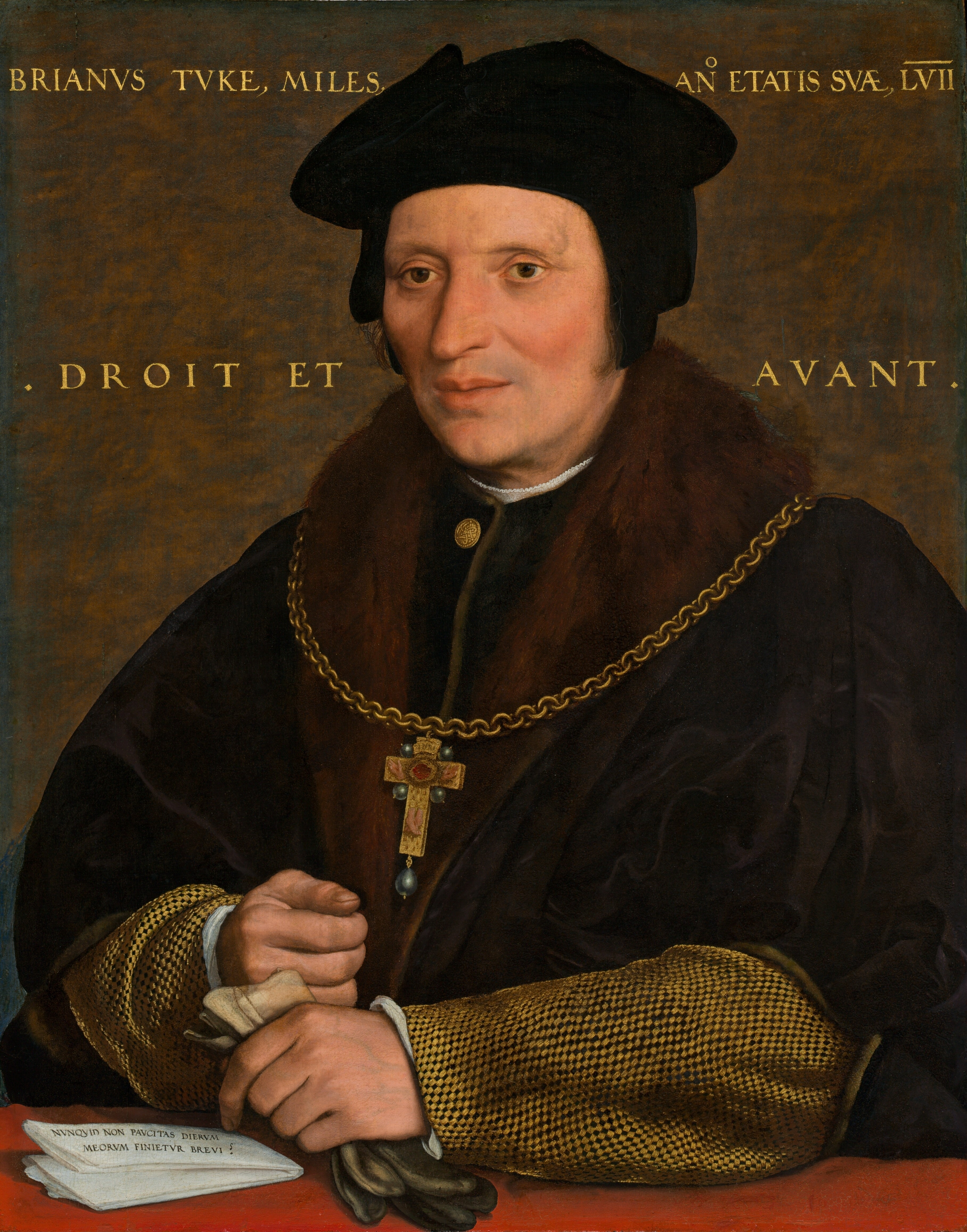
كان براين توك أول ماجستير في الوظائف

أسّس هنري الثامن البريد الملكي في عام 1516، وعين براين توك «سيد المنشورات»، بينما عينت إليزابيث الأولى توماس راندولف «رئيس مكتب البريد». في عهد توماس ويذرنغز، مدير مكتب البريد في عهد تشارلز الأول، تم توفير البريد الملكي للعامة (1635)،  مع نظام منتظم لطرق البريد والمنازل والموظفين. من هذا الوقت وحتى الإصلاحات البريدية من 1839 إلى 1840، وكان دفع رسوم البريد عند الاستلام هو الأمر الأكثر شيوعًا، على الرغم من أنه كان من الممكن الدفع مسبقًا للرسوم وقت إرسالها.
في 1661، جعل تشارلز الثاني هنري بيشوب أول مدير مكتب بريد. رداً على شكاوى العملاء بشأن الرسائل المتأخرة، قدم Bishop علامة Bishop ، وهي عبارة عن دائرة صغيرة بها شهر ويوم، وتم تطبيقها في لندن، في مكتب البريد العام ووزارة الخارجية، وبعد فترة وجيزة تم تبنيها في اسكتلندا (إدنبرة)، وايرلندا (دبلن). في السنوات اللاحقة، توسع نظام البريد من ستة طرق إلى شبكة تغطي البلاد، وتم إنشاء مكاتب بريد في كل من البلدات الكبيرة والصغيرة، ولكل منها علامة بريدية خاصة بها.
في عام 1680، أسس ويليام دوكورا " London Penny Post"، وهو نظام تسليم البريد الذي سلم الرسائل والطرود التي يصل وزنها إلى رطل واحد داخل مدينة لندن وبعض ضواحيها المباشرة مقابل مبلغ قرش واحد.

## طوابع البريد وإصلاح المكتب العظيم

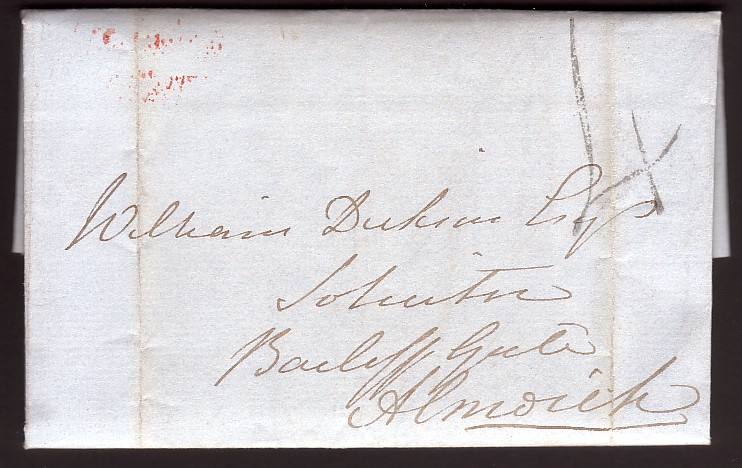
اليوم الثاني من استخدام Uniform Fourpenny Post مع Edinburgh handstruck و 4

دافع رولاند هيل عن إصلاح مكتب البريد العظيم لعامي 1839 و 1840، والذي كان يُنسب إليه في الغالب باختراع طابع البريد، كوسيلة لعكس الخسائر المالية الثابتة لمكتب البريد. أقنع هيل البرلمان بتبني Uniform Fourpenny Post حيث تم فرض سعر ثابت 4d لكل نصف أوقية (أي ما يعادل 10s 8d لكل رطل للمواد الثقيلة) بغض النظر عن المسافة.
يمكن وصول الرسائل في ديسمبر 1839 إلى أي عنوان في المملكة المتحدة: دخل المعدل حيز التنفيذ في 5 ديسمبر 1839 ولكنه استمر لمدة 36 يومًا فقط. كان هذا ناجحًا فورًا، وفي 10 كانون الثاني (يناير) 1840، بدأت Uniform Penny Post ، حيث فرضت رسومًا فقط 1d على الرسائل المدفوعة مسبقًا و 2 d إذا تم تحصيل الرسوم من المستلم. المعدلات الثابتة تعني أنه كان من العملي تجنب التعامل مع الأموال لإرسال خطاب باستخدام «ملصق لاصق»، وبالتالي، أصبح بيني بلاك في 6 مايو أول طابع بريد في العالم قيد الاستخدام.
بعد تقديم أكثر من 2000 اقتراح، اختارت رولاند هيل الطريقة والطابعة، وعملت من خلال التجربة والخطأ لتحقيق النتيجة المطلوبة. قرر أن يذهب مع بيركنز، بيكون وبيتش، وهي شركة من طابعات الأوراق النقدية، للقيام بالعمل من خلال عملية نقش الفولاذ، ورئيس الملكة كما نقشها ويليام واين للحصول على ميدالية خاصة تم الاحتفال بها. زيارة جلالة الملكة الرسمية لمدينة لندن في عام تتويجها ".
كان الطوابع في الأصل للاستخدام فقط داخل المملكة المتحدة لبريطانيا العظمى وأيرلندا ، وبالتالي، كان في الواقع طابع محلي. لهذا السبب، لم يتم تضمين اسم البلد في التصميم، وهو الموقف الذي استمر بالاتفاق مع مكاتب البريد الأجنبية، شريطة أن يظهر دمية صاحب السيادة على الطوابع. الأظرف المباعة مع البريد المدفوعة لم تشمل هذا، لذلك تم وضع علامة باسم البلد. في عام 1951، شملت القضية التذكارية الخاصة لمهرجان بريطانيا اسم «بريطانيا» بالمناسبة. لذلك يمكن القول أن اسم البلد ظهر للمرة الأولى على طابع المملكة المتحدة، على الرغم من أن كلمة «بريطانية» ظهرت على الطوابع التذكارية لمعرض الإمبراطورية البريطانية لعام 1924.
بعد تداول الختم، أصبح من الواضح أن الأسود لم يكن اختيارًا جيدًا لألوان الطوابع، حيث كان من الصعب رؤية أي علامات إلغاء. منذ عام 1841 فصاعداً، كانت الطوابع مطبوعة باللون الأحمر المبني من الطوب. واصلت بيني ريدز استخدامها لعقود من الزمن مع حوالي 21   مليار المنتجة.

## العصر الفيكتوري
شهد العصر الفيكتوري انفجار التجريب. عدم كفاءة استخدام المقص لقطع الطوابع من الورقة ألهمت تجارب الروليت (Archer Roulette)، ثم مع ثقب، والتي أصبحت ممارسة قياسية في عام 1854. في عام 1847، أصبح الشلن (المثمن) 1 (0.05 جنيهًا إسترلينيًا) أول طوابع بريدية بريطانية منقوشة تُصدر، تليها طوابع 10 د في السنة التالية، و 6 د (0.025 جنية إسترليني) في عام 1854.
المطبوعة سطح ظهرت الطوابع لأول مرة في شكل ختم 4D في عام 1855، وطبع من قبل دي لا رو، وبعد ذلك أصبحت نوع قياسي. د (halfpenny) ود (قرش نصف قرش - pennyhaypny وضوحا أو threehaypence) كانت الطوابع المحفورة التي صدرت في عام 1870 آخر أنواع محفورة من الملكة فيكتوريا. لن يظهر التالي حتى عام 1913. تستخدم الطوابع المطبوعة على السطح في الستينيات والثمانينيات من القرن التاسع عشر نفس ملف تعريف فيكتوريا، ولكنها تستخدم مجموعة متنوعة من الإطارات والعلامات المائية وحروف الزاوية.
وفي الوقت نفسه، انتهى عصر بيني ريدز إلى جانب عقد بيركنز بيكون للطباعة. تم أيضًا طباعة القيم المنخفضة الجديدة على السطح: الأول كان قرشًا بلون البندقية الفينيسي في إطار مربع، صدر في عام 1880. ومع ذلك، فإن إقرار قانون الجمارك والإيرادات الداخلية لعام 1881 استلزم طوابع جديدة صالحة أيضًا كطوابع للإيرادات، وهكذا تم إصدار Penny Lilac في تلك السنة، مُدرج تحت عنوان "POSTAGE AND INLAND INNOVIEW". بقي هذا الختم هو طابع الرسالة القياسي لبقية عهد فيكتوريا، وطبعت كميات هائلة. تم إدراج المشكلات اللاحقة POSTAGE & REVENUE والتي أصبحت POSTAGE REVENUE الأكثر دراية.
شهدت عامي 1883 و 1884 تجريب الطوابع باستخدام الأحبار الهاربة مع «Lilac و Green Issue». كانت هذه تصاميم واضحة إلى حد ما، وقيم منخفضة في أرجواني وقيم عالية باللون الأخضر، لأن تلك كانت الألوان الوحيدة المتاحة. لقد نجحوا في تحقيق هدفهم - حيث نجا عدد قليل نسبيا من الطوابع من الاستخدام، وتلاشت ألوانهم عند نقعها من المغلف - لكن الجمهور لم يعجبهم.

وكانت قضية رئيسية الأخيرة من فيكتوريا «قضية اليوبيل» عام 1887، ومجموعة من اثني عشر التصاميم التي تتراوح بين د ل1S، فإن معظم طبع في لونين أو على الورق الملون. (على الرغم من أنها صدرت خلال عام اليوبيل، فإنها لم تصدر على وجه التحديد لهذه المناسبة، وبالتالي فهي ليست تذكارية.) 

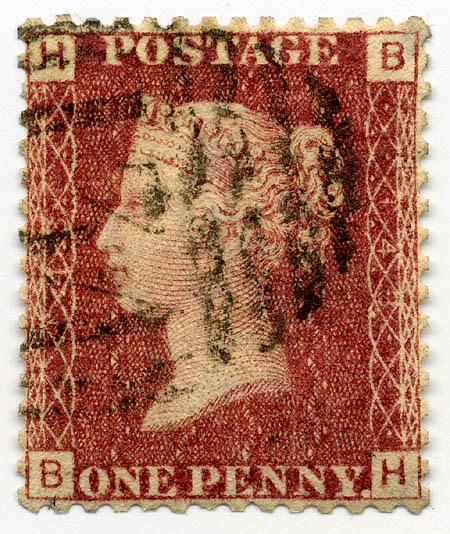
قرش أحمر مخرم ، رسائل بأربع زوايا ولوحة 148 ، لذلك طبعت عام 1871 أو ما بعد ذلك.
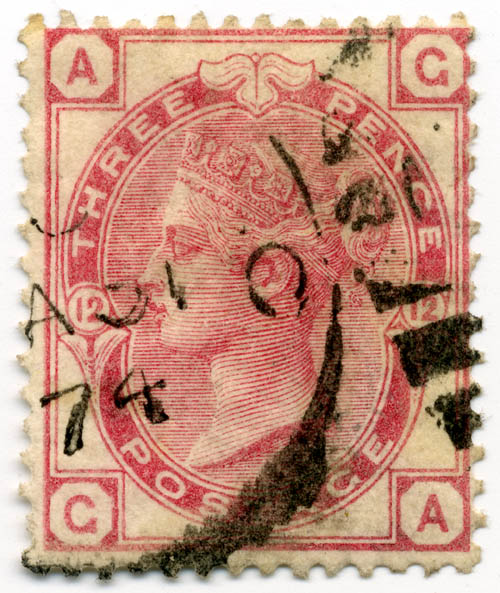
Threepence القيمة السطحية المطبوعة من 1873.
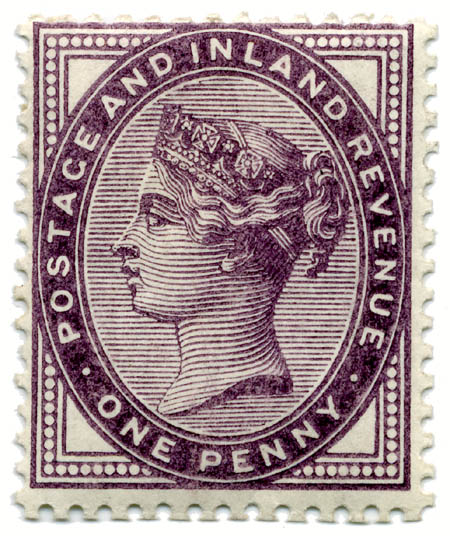
"بيني ليلك" لعام 1881 ؛ 16 نقطة في كل زاوية.
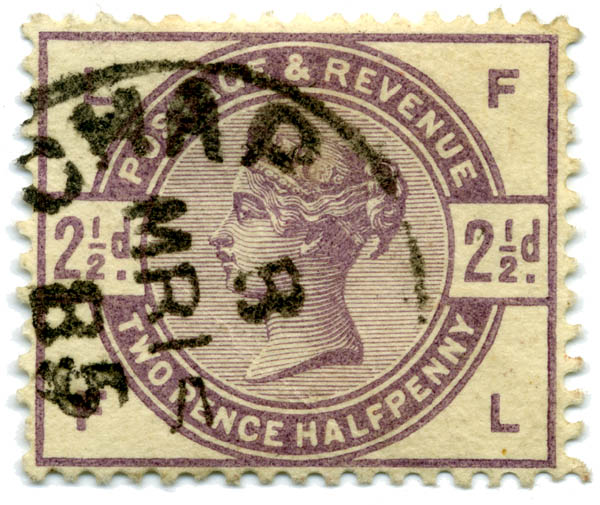
2½ بنس قديم (twopenny halfpenny) القيمة لسلسلة لا تحظى بشعبية من 1883/4.
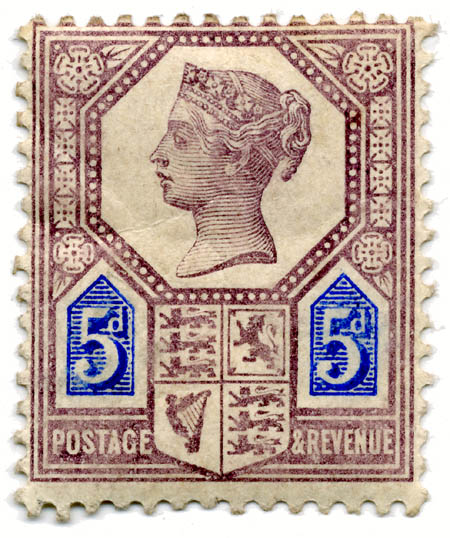
5D. "اليوبيل" لعام 1887 ، من بين أول الطوابع البريطانية التي طبعت بلونين.

## أوائل القرن العشرين

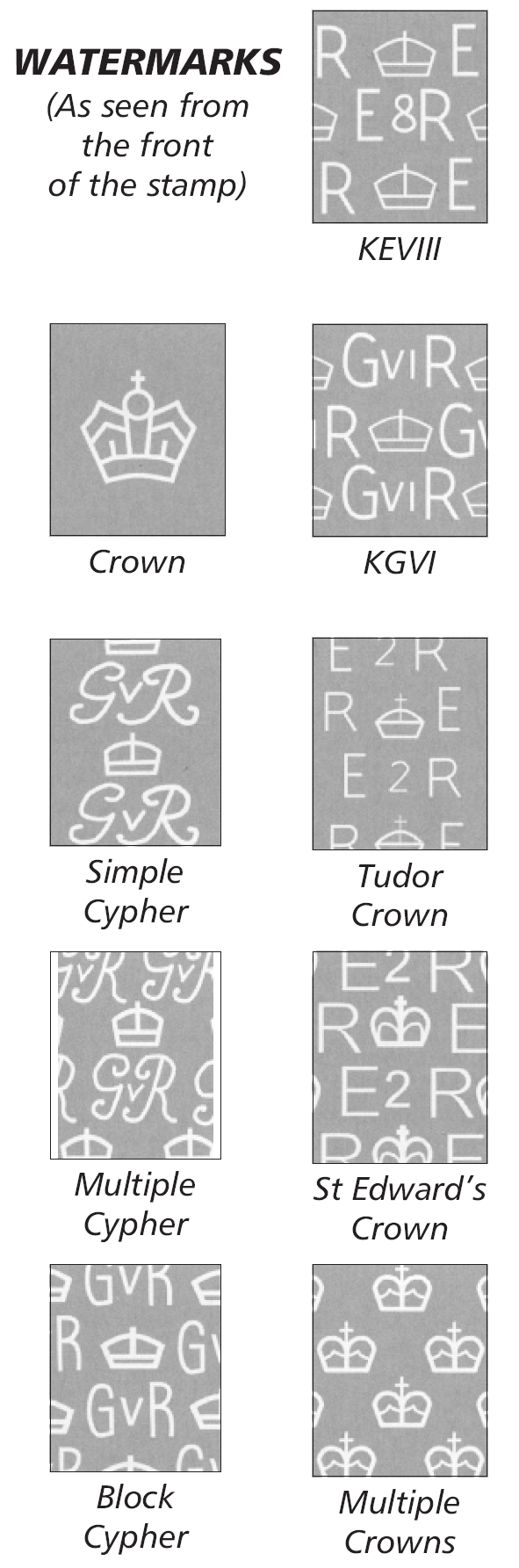
علامات مائية مشتركة موجودة على الطوابع البريطانية.

عندما نجح إدوارد السابع في العرش، أصبحت الطوابع الجديدة ضرورية. كان النهج متحفظًا للغاية، إلا أنه تم إعادة استخدام معظم إطارات اليوبيل وكانت صورة الملك لا تزال ملف تعريف واحد. كان عهد إدوارد قصيرًا إلى حد ما ولم تحدث تغييرات كبيرة في التصميم كنتيجة لذلك. تم تقديم الورق الطباشيري خلال هذا الوقت. (يمكن اكتشاف هذا النوع من الورق عن طريق فرك السطح بالفضة، مما يترك علامة سوداء.)
على النقيض من ذلك، كانت طوابع جورج الخامس مبتكرة من الأولى. وكانت القضية الأولى مصنوعة من د والقيم 1D، والتي كانت في نفس الألوان المستخدمة في عهد سابق. على الرغم من أن ميزة التصميم الرئيسية ظلت كما هي - شكل بيضاوي مركزي للصورة، وإطارًا زخرفيًا، وقرصًا ذا قيمة عند القاعدة وتاجًا في الأعلى - تم استخدام صورة ثلاثية الربع الأول لأول مرة. ومع ذلك، عادت التصاميم اللاحقة إلى ملف التعريف القياسي.

صدرت أول طوابع تذكارية في المملكة المتحدة لمعرض الإمبراطورية البريطانية في عام 1924. ظهر زوج من الطوابع كبيرة الشكل أسد في موقف فرض. تم إصدارها مرتين، في عام 1924 ثم في عام 1925، يتم تسجيل الطوابع من كل عام مع سنة الإصدار. تمثل المجموعة الثانية من التذكارات في عام 1929 المؤتمر التاسع للاتحاد البريدي العالمي (UPU)، الذي عقد في لندن في ذلك العام. 

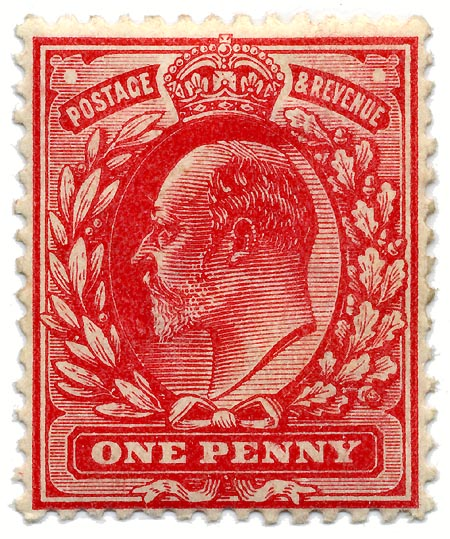
إدوارد السابع 1D لعام 1902.
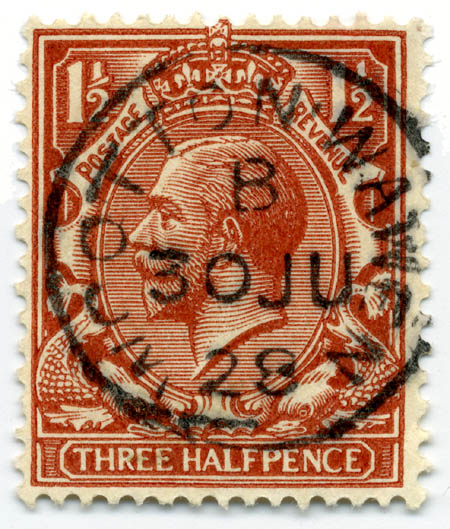
جورج V 1   1 ⁄ 2 د من 1912 ، استخدمت في عام 1928 في ووتون واون  [لغات أخرى]‏ في وارويكشاير.

### استقلال الدولة الأيرلندية الحرة
في أعقاب المعاهدة الأنجلو-إيرلندية لعام 1921، نقلت المسؤولية عن المناصب والبرق إلى الحكومة المؤقتة الجديدة. عند الاستقلال الرسمي للدولة الأيرلندية الحرة في ديسمبر 1922، ومن ثم نقلها إلى حكومة الولاية الحرة . تم تعيين مدير عام للبريد من قبل حكومة الولاية الحرة، ليحل محله مكتب وزير البريد والتلغراف في عام 1924. كان أحد المظاهر المرئية المبكرة إعادة طلاء جميع صناديق البريد باللون الأخضر بدلاً من اللون الأحمر، بالإضافة إلى الطباعة الفوقية للطوابع البريدية البريطانية قبل إدخال الطوابع الأيرلندية. 

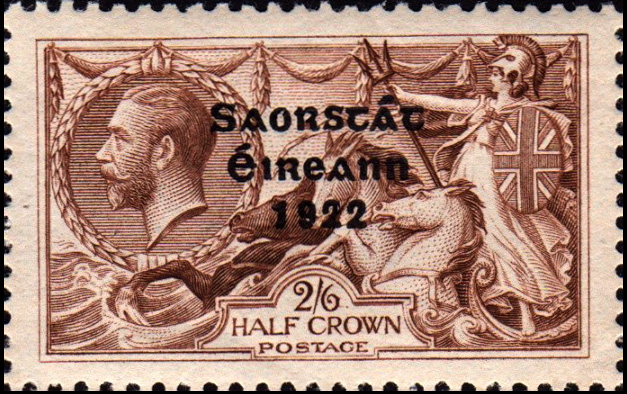
الأيرلندية فري ستيت بثلاثة أسطر مطبوع Saorstát Éireann 1922 على ختم الملك جورج الخامس 2s
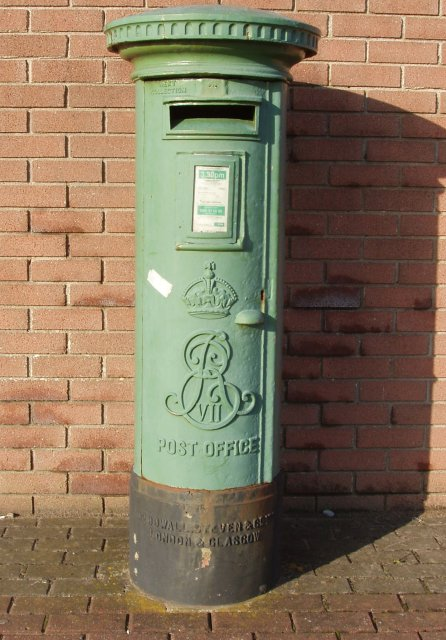
الأخضر مربع عمود إدوارد السابع رسمت في ميناء روسلار  [لغات أخرى]‏
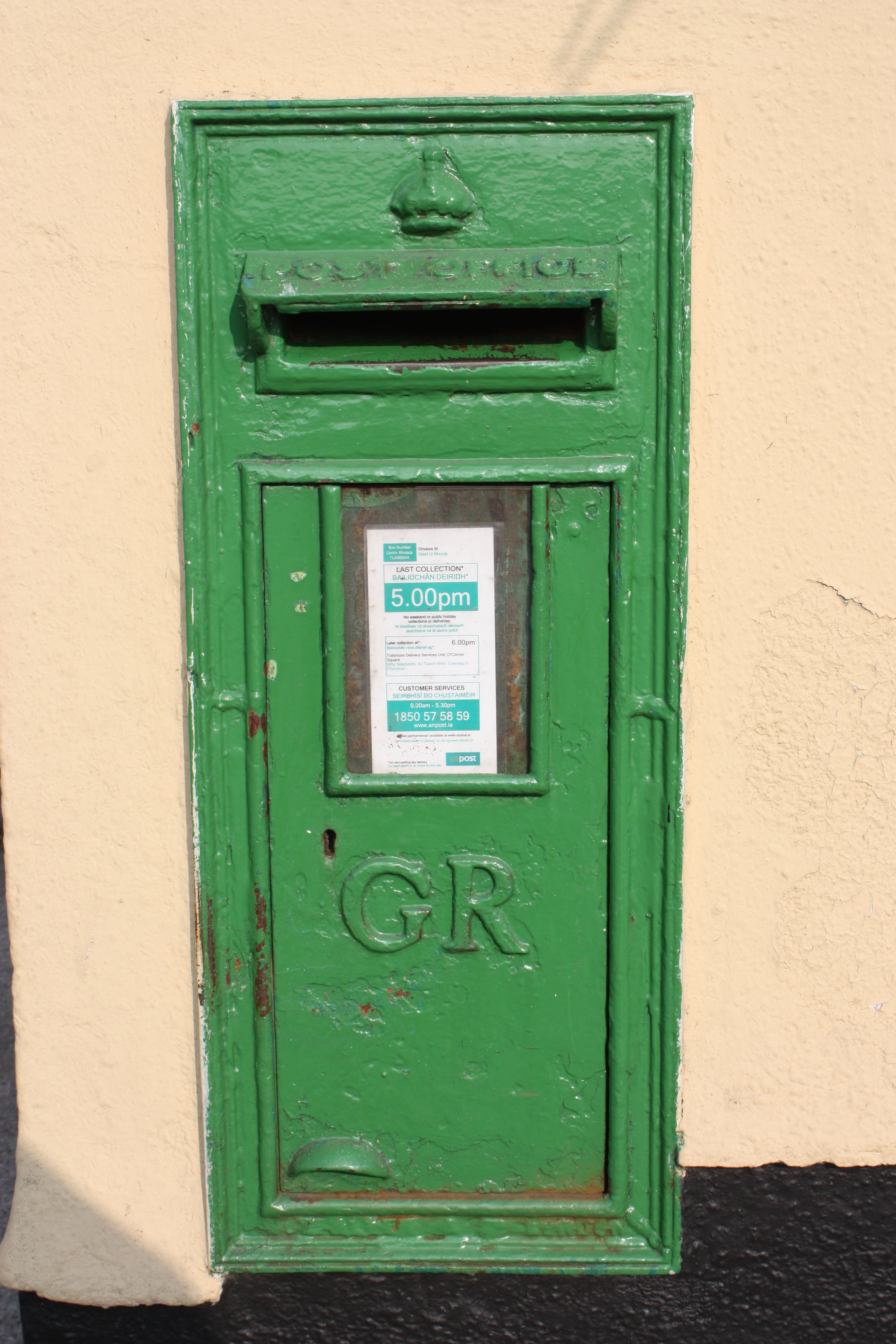
صندوق حائط جورج الخامس يظهر بقع حمراء صغيرة تحت الطلاء الأخضر في تولامور

## التنازل والحرب
صدرت مجموعة من أربعة طوابع في عام 1936 لإدوارد الثامن قبل أن يتخلى عنها. لقد تميز جورج السادس بتذكره: جزء من قضية شاملة تضمنت كل مستعمرة في الإمبراطورية. ظهرت تعريفات جديدة للملك على خلفية ملونة صلبة، بناءً على جص يلقيه إدموند دولاك. كان هذا مقدمة للسلع بعد ثلاثة عقود: انظر أدناه.
تم الاحتفال بقرن طابع البريد في عام 1940 مع مجموعة من ستة طوابع تصور فيكتوريا وجورج السادس جنبًا إلى جنب. بحلول العام التالي، أثرت متطلبات وقت الحرب على طباعة الطوابع، حيث تمت طباعة طوابع 1937 باستخدام حبر أقل، مما أدى إلى ظلال أخف بكثير. شملت قضايا ما بعد الحرب ذكرى لعودة السلام، اليوبيل الفضي وأولمبياد صيف 1948 في عام 1948، والذكرى الخامسة والسبعين للاتحاد البريدي العالمي، في عام 1949.

في عام 1950 تم تغيير ألوان جميع القيم المنخفضة. شهد عام 1951 سلسلة جديدة من القيم العالية (2s 6d ، 5s ، 10s ، £ 1)، واثنين من التذكارات لمهرجان بريطانيا . 

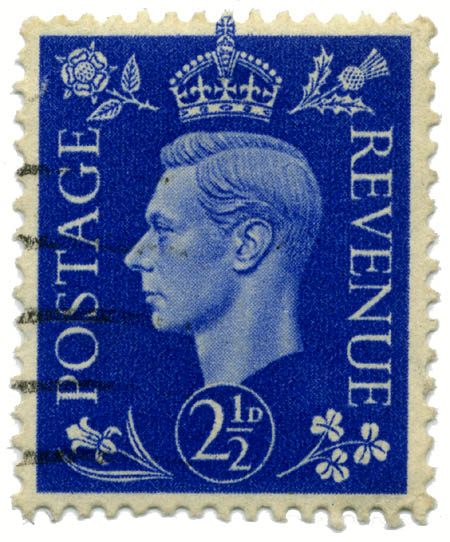
جورج السادس 2   1 ⁄ 2 د من 1937.

## العصر الحديث

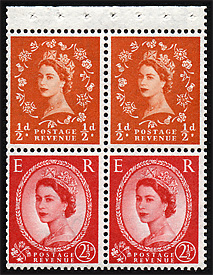
جزء كتيب الملكة إليزابيث الثانية "Wilding issue" لعام 1952

عندما خلفت إليزابيث الثانية والدها في عام 1952، كانت هناك حاجة إلى طوابع جديدة. كانت النتيجة مجموعة من الاختلافات حول موضوع أصبح يُعرف باسم قضايا Wilding ، استنادًا إلى صورة للملكة إليزابيث الثانية. هذه الصورة كانت للمصور دوروثي وايلدنج.
واستخدمت Wildings حتى عام 1967، عندما تم عرض القضايا Machin في 5 يونيو. تصميم Machin بسيط للغاية، وهو ملف تعريف للملكة على خلفية ملونة صلبة، وشعبية للغاية، لا يزال الطابع البريطاني القياسي. تم طباعتها بعشرات من الألوان المختلفة. بالإضافة إلى ذلك، تطلبت عملية إزالة العلامة من فئات جديدة، وهناك تحسينات فنية في عملية الطباعة، مما أدى إلى مئات الأصناف المعروفة لدى المتخصصين.
اليوم، يتم استخدام طابع البريد في العديد من البلدان ومرة واحدة مستعمرات بريطانيا العظمى. كانت بلاد بريطانيا العظمى المستعمرة في مرحلة ما تستخدم صورة بيني بلاك للملكة فيكتوريا، مثل بربادوس ونيفيس وفيجي وترينيداد وغويانا البريطانية والهند. لا تزال العديد من البلدان التي كانت مستعمرة سابقًا تدعم صورة للملكة إليزابيث، على الرغم من أن بعضها امتد إلى طوابع تصور المناظر أو الطيور أو الوحوش.

## اتجاهات تصميم الطوابع البريطانية
حتى الخمسينات، كانت الطوابع التذكارية البريطانية قليلة ومتباعدة. كانت معظم الطوابع قضايا محددة حيث كانت صورة الملك الحاكم هي العنصر المهيمن. حتى بعد أن بدأت الطوابع التذكارية في الظهور أكثر من مرة خلال الخمسينيات وأوائل الستينيات، كان دمية الملك بارزًا، حيث استغرق عادة ما يصل إلى ربع تصميم الطوابع، مما حد من المرونة والإبداع. حدث تغيير في عام 1965 عندما أصدر مدير مكتب البريد آنذاك توني بن معايير جديدة لما يمكن أن يظهر على الطوابع. كتب المصمم David Gentleman إلى Benn حول أساليب التصميم البديلة، واقترح استبدال رأس الملك برمز وطني آخر، مثل التاج أو اسم البلد؛ «بريطانيا العظمى» أو «المملكة المتحدة». تم قبول حل وسط، وهو صورة ظلية صغيرة للملكة بناءً على رأس ماري جيليك، وهي العملة المعتادة منذ ذلك الحين للطوابع التذكارية. عندما تكون صورة العاهل جزءًا من التصميم الرئيسي للطوابع (كما هو الحال في حالة الاحتفال بعيد ميلاد الملكة)، فإن الصورة الظلية ليست ضرورية ولا تظهر عادة.
اتجاه آخر هو الاستخدام المتزايد للطوابع لإحياء ذكرى الأحداث المتعلقة بالعائلة المالكة الحالية. حتى انضمام إليزابيث الثاني في عام 1952، كانت الطوابع التذكارية الوحيدة التي تم إصدارها والمتعلقة بالأحداث الملكية تخص اليوبيل الفضي لجورج الخامس في عام 1935، وتتويج جورج السادس في عام 1937، وإصدار عام 1948 لإحياء ذكرى زفاف جورج الخامس والعشرين ذكرى سنوية. منذ عام 1952، تم إصدار الطوابع لإحياء العديد من المناسبات الملكية. بالإضافة إلى ذلك، صدرت طوابع تذكارية بعد وفاة ديانا وأميرة ويلز (في عام 1998) والملكة إليزابيث ملكة الأم (في عام 2002).
فيما يتعلق بالملوك السابقين، تم إصدار الطوابع في عام 1987 للاحتفال بالذكرى المائة والخمسين لانضمام الملكة فيكتوريا، وفي عام 1997 للاحتفال بالذكرى السنوية 450 لوفاة الملك هنري الثامن. من عام 2008 إلى عام 2011، تم إصدار طوابع بريدية تضم جميع ملوك وملكات إنجلترا وأيضًا بيت ستيوارت الإسكتلندي.

## القضايا الإقليمية
ابتداءً من عام 1958، تم طرح قضايا إقليمية في جزر القنال وجزيرة مان وأيرلندا الشمالية واسكتلندا وويلز. على الرغم من أن هذه المشكلات لا تُباع إلا في مكاتب البريد في البلدان المعنية، إلا أن إصدارات أيرلندا الشمالية واسكتلندا والويلزية صالحة في جميع أنحاء المملكة المتحدة. تُصدر جزر القنال (منذ عام 1969) وجزيرة مان (منذ عام 1973) طوابعها الخاصة التي لا تسري في أي مكان آخر.

## الخدمات البريدية البريطانية في الخارج
أدخلت المملكة المتحدة الخدمات البريدية في جميع أنحاء العالم، وكثيراً ما استفادت من التعاريف البريطانية الحاملة للطباعة المحلية.

## مزيد من القراءة المختارة

### جنرال لواء
- هاميلتون، باتريك. الطوابع البريطانية: وصف للطوابع البريدية للمملكة المتحدة . لندن: بيتر ديفيز، 1948 338 صفحة. (الملحق في 1954 ؛ 75p.)
- لوي، روبسون. طوابع البريد البريطانية في القرن التاسع عشر . لندن: متحف البريد الوطني، الطبعة الأولى. 1968، الطبعة الثانية. عام 1979.
- لوي، روبسون. موسوعة طوابع بريد الإمبراطورية البريطانية: المجلد. 1، بريطانيا العظمى والإمبراطورية في أوروبا . لندن: روبسون لوي، 1952 456p.
- ماكاي، جيمس. الطوابع البريطانية . لندن: لونجمان، 1985 (ردمك 0-582-40620-X) ، 247p.
- ماكاي، جيمس أ. تحت اللثة - خلفية للطوابع البريطانية 1840-1940 . ليماسول: جيمس بيندون، 1997 (ردمك 9963-579-76-0) ، 536 صفحة.
- أوليفر، سيدني وف. هيو فالانسي. طوابع البريد لبريطانيا العظمى، 1840-1922 . لندن: «جمع الطوابع»، 1923، 563 صفحة.
- روز، ستيوارت. طوابع البريد الملكي: دراسة استقصائية لتصميم الطوابع البريطانية . أكسفورد: فايدون، 1980 (ردمك 0-7148-2072-5) ، 128p.
- تود، ت. تاريخ الطوابع البريدية البريطانية . لندن: داكويرث، 1949، 274 صفحة.
- Wijman ، JJ Postage Stamps لبريطانيا العظمى وتاريخهم . نوينين: مطبعة جيبور، 1986 (ردمك 9071622010) ، 396p.
- طوابع البريد التذكارية لبريطانيا العظمى وليامز، LN & M. لندن: أركو ، 1967، 206 صفحة.

### الملكة فيكتوريا والملك إدوارد السابع
- بومونت ، ك م وجون ايستون. طوابع البريد لبريطانيا العظمى. الجزء 3، القضايا تنقش. الإصدارات المطبوعة على السطح للملكة فيكتوريا والملك إدوارد السابع . لندن: الجمعية الملكية لهواة جمع الطوابع ، 1964، 344 صفحة.
- سيمور ، جيه بي وكلايف غاردنر هيل. طوابع البريد لبريطانيا العظمى: الجزء 1، مقدمة للقضايا المحفورة على الخط: القضايا المنقوشة على الخطوط المنقوصة ، 1840-1853 لندن: الجمعية الملكية لهواة جمع الطوابع ، 1967، 336 صفحة.
- ويجنز ، WRD ، طوابع البريد لبريطانيا العظمى: الجزء 2، القضايا المثقوبة المحفورة بالخط . لندن: الجمعية الملكية لهواة جمع الطوابع ، 1962، 220 صفحة.

### الملك جورج الخامس
- بومونت ، KM و JBM ستانتون. طوابع البريد لبريطانيا العظمى. الجزء 4، قضايا الملك جورج الخامس . لندن: الجمعية الملكية لهواة جمع الطوابع ، 1957، 248 صفحة.
- موير ودوغلاس ن. جورج الخامس و GPO: الطوابع والنزاعات والإبداع . لندن: المتحف والبريد البريطاني ، 2010 (ردمك 978-0-9553569-2-6) ، 275 صفحة.
- فيليبس ، ستانلي. طوابع بريطانيا العظمى ، 1911-1921 . لندن: ستانلي غيبونز ، 1921، 105 صفحة.

### الملك إدوارد الثامن
- كيرك ، جعفر الملك إدوارد الثامن: دراسة طوابع عهد الملك إدوارد الثامن . Leigh-on-Sea: GB Philatelic Publications Ltd for the Great Britain Philatelic Society، 1974 (ردمك 0-9015121-1-7) ، 31 ص.

### الملك جورج السادس
- ورسفولد ، بيتر. بريطانيا العظمى الملك جورج السادس الأختام النهائية المنخفضة القيمة: دراسة مصورة لتطوير تصميمها لندن: GBPS ، 2001 (ردمك 0-9076301-7-0) ، 40 صفحة.

### الملكة إيليزابيث الثانية
- بوتر ، ديفيد. طوابع إليزابيثية البريطانية: قصة طوابع بريد المملكة المتحدة ، غيرنسي ، جيرسي وجزيرة مان ، من 1952 إلى 1970 لندن: باتسفورد ، 1971 (ردمك 0-71340-381-0) ، 190 صفحة.

### رسوم البريد
- فورفي ، مايكل. British Mail Post Due Due Mail ، 1914 - 1971: دراسة لاستخدامات الطوابع البريدية السابقة للعشري . أشفورد: المؤلف ، 1993 (ردمك 0-9522208-0-6) ، 74 صفحة.

### تحمل اختاما
- Alcock و RC و FC Holland. العلامات البريدية البريطانية: تاريخ قصير ودليل . شلتنهام: RC Alcock ، 1960، 299p.
- هندى ، جون جي. تاريخ علامات الجزر البريطانية من 1840-1876 . لندن: ستانلي جيبونز ، 1909، 184 صفحة.
- بيرسون ، جورج ر. العلامات المميزة للحدث الخاص في المملكة المتحدة . هيميل هيمبستيد: جمعية البريد البريطاني ، 1984 (ردمك 0-9002140-1-5) ، 276p.
- ويتني ، JT جمع العلامات البريدية البريطانية . بن فليت ، 1990.
- قاعدة بيانات البريد البريطانية

### القرطاسية البريدية
- هيغنز ، آلان. قرطاسية البريد البريطاني . لندن: جمعية هواة جمع الطوابع في بريطانيا العظمى ، 1971 188 صفحة.
- هيغنز ، آلان وكولن بيكر. اجمع قرطاسية البريد البريطاني: قائمة مبسطة من قرطاسية البريد البريطاني 1840 إلى 2007 . منشورات GB Philatelic ، 2007 (ردمك 978-0-907630-22-7) ، 151 ص.

### التاريخ البريدي
- كامبل سميث ، دنكان. أسياد البريد: التاريخ المعتمد للبريد الملكي . لندن: البطريق ، 2012 (ردمك 978-0-2-4195766-0) ، 849 صفحة.
- جون بارثولوميو والابن. خريطة التاريخ البريدي لبريطانيا: خريطة مصورة بالألوان الكاملة مع حدود طوابع البريد . أدنبرة: جون بارثولوميو وابنه ، 1970؟
- مارشال ، د. مكتب البريد البريطاني من بدايته إلى نهاية عام 1925 . لندن: همفري ميلفورد ، مطبعة جامعة أكسفورد ، 1926، 354 صفحة.
- روبنسون ، هوارد. مكتب البريد البريطاني: تاريخ . برينستون: مطبعة جامعة برينستون ، 1948، 467 صفحة.

### قائمة المراجع
- غريب ، أرنولد م. قائمة من الكتب حول التاريخ البريدي ، والعناوين البريدية ، وطوابع البريد وبطاقات الإيرادات لبريطانيا العظمى . لندن: جمعية هواة جمع الطوابع في بريطانيا العظمى ، 1971 (ردمك 0-9014210-3-0) ، 48 صفحة.

## روابط خارجية
- بوابة طوابع البريد الملكي
- متحف البريد البريطاني وأرشيفه
- القضية الموحدة لبريطانيا العظمى لعام 1883 بقلم توني ستانفورد ، جمعية طرائد مايدنهيد. نسخة محفوظة 26 مارس 2012 على موقع واي باك مشين.
- بيني ريد جامع
- كتيب جنيه استرليني لطوابع البريد لبريطانيا العظمى
- طوابع البريد لبطاقات sd لبريطانيا العظمى الصادرة في رولز